# دی‌اس۷ کراس‌بک
دی‌اس۷ کراس‌بک، یک خودروی اس یو وی لوکس از شرکت دی‌اس اتومبیلز می‌باشد که در ۲۸ فوریه ۲۰۱۷ معرفی و برای اولین بار در ۸۷مین نمایشگاه خودرو ژنو در مارس ۲۰۱۷ به نمایش عمومی درآمد و فروش آن در سال ۲۰۱۸ آغاز شد. این خودرو همانند پژو ۵۰۰۸ نسل دوم و سیتروئن سی۵ ایرکراس بر روی پلت فرم EMP2 گروه پی‌اس‌ای ساخته شده‌است. اگرچه این خودرو اولین اس یو وی ساخته شده تحت برند دی‌اس اتومبیلز نیست، ولی اولین در اروپاست؛ زیرا دی‌اس اتومبیلز در سال ۲۰۱۴ دی‌اس۶ را به عنوان اولین اس یو وی خود معرفی کرده بود ولی این خودرو برای فروش در بازار اروپا نبود.

## تاریخچه
قبل از رونمایی رسمی از دی‌اس۷ کراس‌بک، دی‌اس اتومبیلز از تولید این خودرو اطلاع داده بود و ایو بونفون، مدیرعامل دی‌اس اتومبیلز آن را در توییتر اعلام کرده بود. در نهایت این خودرو قبل از اینکه در نمایشگاه خودروی ژنو سال ۲۰۱۷ برای عموم به نمایش درآید، در ۲۸ فوریه ۲۰۱۷ به‌طور رسمی برای خبرنگاران رونمایی شد.

## موقعیتی جدید برای برند دی‌اس
از زمانیکه دی‌اس اتومبیلز در سال ۲۰۱۱ دی‌اس۵ را رونمایی کرد، این شرکت خودروی جدیدی برای بازار اروپا معرفی نکرده بود و آمار فروش این برند در اروپا رو به کاهش بود. دی‌اس۷ کراس‌بک علاوه بر افزایش آمار فروش این برند، با تمرکز بر روی کیفیت قطعات و ساخت، آسایش سرنشینان و تکنولوژی‌های مدرن اعم از کمک راننده و رانندگی نیمه مستقل، مسئولیت ایجاد یک موقعیت جدید برای دی‌اس اتومبیلز را نیز داشت تا بتواند خود را به سه خودروساز برتر خودرو متشکل از مرسدس بنز، بی ام و و آئودی برساند. همچنین دی‌اس۷ کراس‌بک اولین خودرو از گروه پی‌اس‌ای خواهد بود که پس از سال‌ها دوری این گروه خودروسازی از بازار آمریکای شمالی، برنامه فروش در آنجا را دارد.
دی‌اس۷ کراس‌بک با دارا بودن ابعاد مشابه با دی‌اس۶ و همچنین برنامه فروش جهانی در مقابل دی‌اس۶ که مخصوص بازار چین در نظر گرفته شده بود، جایگزین آن خواهد شد.